# Кузі
Кузі́ (рос. Кузи) — річка в Росії, права притока Пизепу. Протікає територією Балезінського та Кезького району Удмуртії.
Річка починається на південний захід від присілку Мартеленки, обабіч дороги Карсовай-Куліга. Тече спочатку на південний схід, через 1 км повертає на північний схід, в районі присілку Кіршонки повертає на південний схід і тече в такому напрямку до самого гирла. Впадає до Пизепу в районі колишнього присілку Горд'яр, при чому останні 2 км річка тече територією Кезького району. Місцями береги річки заліснені та заболочені.
Приймає багато дрібних струмків. На самій річці та її притоках створено ставки.
Над річкою розташовано присілки Кіршонки та Ягвар.